# Operation C
Operation C, släppt som Contra (コントラ?) i Japan och som Probotector i PAL-regionen, är ett run 'n' gun-spel från 1991, släppt till Game Boy.

### Fotnoter
1. ↑  ”Probotector” (på svenska). Nintendomagasinet (Kungsbacka: Atlantic) (5 1992):  sid. 10 (Power Player). maj 1992. Läst 20 april 2014.